# Anatol Chirinciuc
Anatol Chirinciuc (ur. 4 lutego 1989 w Nisporenim) – mołdawski piłkarz występujący na pozycji bramkarza w mołdawskim klubie Zimbru Kiszyniów. Były młodzieżowy reprezentant Mołdawii.